# Clonia uvarovi
Clonia uvarovi is een rechtvleugelig insect uit de familie sabelsprinkhanen (Tettigoniidae). De wetenschappelijke naam van deze soort is voor het eerst geldig gepubliceerd in 1971 door Kaltenbach.
1. ↑  (en) Clonia uvarovi op de IUCN Red List of Threatened Species.